# 푸깟현
푸깟현(베트남어: Huyện Phù Cát / 縣符吉)은 베트남 남중부 지방 빈딘성의 현이다.

## 행정 구역
푸깟현은 1시진, 17사를 관할하고 있다.

### 시진
- 응오머이 시진 (Thị trấn Ngô Mây, 吳梅市鎭)

### 사
- 깟짜인 사 (Xã Cát Chánh, 吉政社)
- 깟하이 사 (Xã Cát Hải, 吉海社)
- 깟하인 사 (Xã Cát Hanh, 吉行社)
- 깟히엡 사 (Xã Cát Hiệp, 吉協社)
- 깟흥 사 (Xã Cát Hưng, 吉興社)
- 깟카인 사 (Xã Cát Khánh, 吉慶社)
- 깟럼 사 (Xã Cát Lâm, 吉林社)
- 깟민 사 (Xã Cát Minh, 吉明社)
- 깟년 사 (Xã Cát Nhơn, 吉仁社)
- 깟선 사 (Xã Cát Sơn, 吉山社)
- 깟따이 사 (Xã Cát Tài, 吉才社)
- 깟떤 사 (Xã Cát Tân, 吉新社)
- 깟탕 사 (Xã Cát Thắng, 吉勝社)
- 깟타인 사 (Xã Cát Thành, 吉城社)
- 깟띠엔 사 (Xã Cát Tiến, 吉進社)
- 깟찐 사 (Xã Cát Trinh, 吉貞社)
- 깟뜨엉 사 (Xã Cát Tường, 吉祥社)

## 교통
푸깟현에는 꾸이년시에서 북쪽으로 35km 떨어진 곳에 푸깟 공항이 위치해 있다.
꽝응아이-빈딘 고속도로 프로젝트 패스가 건설중인 지역이기도 하다.